# Eleições legislativas portuguesas de 1999 no distrito de Setúbal
| Eleições legislativas portuguesas de 1999 Distritos: Aveiro \| Beja \| Braga \| Bragança \| Castelo Branco \| Coimbra \| Évora \| Faro \| Guarda \| Leiria \| Lisboa \| Portalegre \| Porto \| Santarém \| Setúbal \| Viana do Castelo \| Vila Real \| Viseu \| Açores \| Madeira \| Estrangeiro |

## Resultados por Concelho
Os resultados nos concelhos do Distrito de Setúbal foram os seguintes:

### Alcácer do Sal
| Partido                 | Partido                        | Votos  | %               | +/-  |
| ----------------------- | ------------------------------ | ------ | --------------- | ---- |
|                         | Partido Socialista             | 3 872  | 49,04 / 100,00  | 4,00 |
|                         | Coligação Democrática Unitária | 2 378  | 30,12 / 100,00  | 0,29 |
|                         | Partido Social Democrata       | 848    | 10,74 / 100,00  | 1,22 |
|                         | Partido Popular                | 268    | 3,39 / 100,00   | 1,42 |
|                         | PCTP/MRPP                      | 150    | 1,90 / 100,00   | 1,36 |
|                         | Bloco de Esquerda              | 141    | 1,79 / 100,00   | Novo |
|                         | Outros                         | 94     | 1,19 / 100,00   |      |
| Votos Inválidos         | Votos Inválidos                | 145    | 1,84 / 100,00   | 0,22 |
| Total                   | Total                          | 7 896  | 100,00 / 100,00 |      |
| Eleitorado/Participação | Eleitorado/Participação        | 12 878 | 61,31 / 100,00  | 7,35 |

| Freguesia                               | %     | %     | %     | %    | %    | %    | Votantes |
| Freguesia                               | PS    | CDU   | PSD   | PP   | PCTP | BE   | Votantes |
| --------------------------------------- | ----- | ----- | ----- | ---- | ---- | ---- | -------- |
| Alcácer do Sal (Santa Maria do Castelo) | 49,77 | 30,05 | 8,48  | 3,46 | 2,81 | 2,63 | 2 170    |
| Alcácer do Sal (Santiago)               | 50,47 | 22,56 | 15,97 | 4,30 | 1,27 | 1,76 | 2 673    |
| Comporta                                | 51,42 | 30,45 | 6,77  | 3,79 | 1,76 | 2,03 | 739      |
| Santa Susana                            | 32,07 | 51,01 | 12,12 | 0,76 | 1,52 | 1,26 | 396      |
| São Martinho                            | 21,09 | 67,12 | 3,85  | 1,36 | 3,40 | 0,91 | 441      |
| Torrão                                  | 57,08 | 27,08 | 8,26  | 2,78 | 1,42 | 0,88 | 1 477    |
| Alcácer do Sal                          | 49,04 | 30,12 | 10,74 | 3,39 | 1,90 | 1,79 | 7 896    |

### Alcochete
| Partido                 | Partido                        | Votos | %               | +/-     |
| ----------------------- | ------------------------------ | ----- | --------------- | ------- |
|                         | Partido Socialista             | 2 818 | 47,62 / 100,00  | Estável |
|                         | Coligação Democrática Unitária | 1 515 | 25,60 / 100,00  | 0,97    |
|                         | Partido Social Democrata       | 899   | 15,19 / 100,00  | 1,04    |
|                         | Partido Popular                | 300   | 5,07 / 100,00   | 0,54    |
|                         | Bloco de Esquerda              | 144   | 2,43 / 100,00   | Novo    |
|                         | PCTP/MRPP                      | 70    | 1,18 / 100,00   | 0,87    |
|                         | Outros                         | 71    | 1,20 / 100,00   |         |
| Votos Inválidos         | Votos Inválidos                | 101   | 1,71 / 100,00   | 0,33    |
| Total                   | Total                          | 5 918 | 100,00 / 100,00 |         |
| Eleitorado/Participação | Eleitorado/Participação        | 9 757 | 60,65 / 100,00  | 6,95    |

| Freguesia     | %     | %     | %     | %    | %    | %    | Votantes |
| Freguesia     | PS    | CDU   | PSD   | PP   | BE   | PCTP | Votantes |
| ------------- | ----- | ----- | ----- | ---- | ---- | ---- | -------- |
| Alcochete     | 48,97 | 23,76 | 15,86 | 5,02 | 2,52 | 1,08 | 3 884    |
| Samouco       | 42,64 | 31,49 | 14,38 | 4,70 | 2,59 | 1,33 | 1 426    |
| São Francisco | 50,66 | 23,52 | 12,83 | 6,25 | 1,48 | 1,48 | 608      |
| Alcochete     | 47,62 | 25,60 | 15,19 | 5,07 | 2,43 | 1,18 | 5 918    |

### Almada
| Partido                 | Partido                        | Votos   | %               | +/-  |
| ----------------------- | ------------------------------ | ------- | --------------- | ---- |
|                         | Partido Socialista             | 38 030  | 43,17 / 100,00  | 1,83 |
|                         | Coligação Democrática Unitária | 19 494  | 22,13 / 100,00  | 0,60 |
|                         | Partido Social Democrata       | 17 555  | 19,93 / 100,00  | 0,52 |
|                         | Partido Popular                | 5 465   | 6,20 / 100,00   | 1,40 |
|                         | Bloco de Esquerda              | 3 826   | 4,34 / 100,00   | Novo |
|                         | Outros                         | 1 799   | 2,04 / 100,00   |      |
| Votos Inválidos         | Votos Inválidos                | 1 926   | 2,19 / 100,00   | 0,39 |
| Total                   | Total                          | 88 095  | 100,00 / 100,00 |      |
| Eleitorado/Participação | Eleitorado/Participação        | 142 956 | 61,62 / 100,00  | 6,91 |

| Freguesia            | %     | %     | %     | %    | %    | Votantes |
| Freguesia            | PS    | CDU   | PSD   | PP   | BE   | Votantes |
| -------------------- | ----- | ----- | ----- | ---- | ---- | -------- |
| Almada               | 41,48 | 22,41 | 21,33 | 6,44 | 4,62 | 13 158   |
| Cacilhas             | 42,17 | 20,34 | 20,97 | 6,95 | 5,61 | 5 279    |
| Caparica             | 45,33 | 25,44 | 15,49 | 5,65 | 3,30 | 7 977    |
| Charneca de Caparica | 44,17 | 16,72 | 24,16 | 7,17 | 3,45 | 8 642    |
| Costa de Caparica    | 38,66 | 13,69 | 29,82 | 9,52 | 4,39 | 6 100    |
| Cova da Piedade      | 44,15 | 23,53 | 18,51 | 4,97 | 5,21 | 14 396   |
| Feijó                | 45,44 | 24,64 | 16,47 | 4,89 | 4,10 | 8 392    |
| Laranjeiro           | 44,42 | 24,03 | 17,39 | 5,48 | 4,29 | 11 642   |
| Pragal               | 39,46 | 22,55 | 21,26 | 6,62 | 5,91 | 3 654    |
| Sobreda              | 42,05 | 21,53 | 20,78 | 7,24 | 3,16 | 5 384    |
| Trafaria             | 43,47 | 26,68 | 15,30 | 5,85 | 3,28 | 3 471    |
| Almada               | 43,17 | 22,13 | 19,93 | 6,20 | 4,34 | 88 095   |

### Barreiro
| Partido                 | Partido                        | Votos  | %               | +/-  |
| ----------------------- | ------------------------------ | ------ | --------------- | ---- |
|                         | Partido Socialista             | 18 729 | 40,60 / 100,00  | 2,93 |
|                         | Coligação Democrática Unitária | 15 667 | 33,96 / 100,00  | 1,51 |
|                         | Partido Social Democrata       | 6 169  | 13,37 / 100,00  | 0,16 |
|                         | Partido Popular                | 1 930  | 4,18 / 100,00   | 1,36 |
|                         | Bloco de Esquerda              | 1 794  | 3,89 / 100,00   | Novo |
|                         | Outros                         | 903    | 1,96 / 100,00   |      |
| Votos Inválidos         | Votos Inválidos                | 941    | 2,04 / 100,00   | 0,56 |
| Total                   | Total                          | 46 133 | 100,00 / 100,00 |      |
| Eleitorado/Participação | Eleitorado/Participação        | 73 707 | 62,59 / 100,00  | 6,71 |

| Freguesia                 | %     | %     | %     | %    | %    | Votantes |
| Freguesia                 | PS    | CDU   | PSD   | PP   | BE   | Votantes |
| ------------------------- | ----- | ----- | ----- | ---- | ---- | -------- |
| Alto do Seixalinho        | 41,34 | 35,20 | 11,79 | 4,11 | 3,91 | 12 594   |
| Barreiro                  | 34,69 | 37,50 | 15,53 | 3,76 | 4,54 | 5 794    |
| Coina                     | 43,90 | 38,12 | 8,35  | 2,68 | 2,36 | 934      |
| Lavradio                  | 42,38 | 34,96 | 10,90 | 4,03 | 3,77 | 6 980    |
| Palhais                   | 35,54 | 42,04 | 15,12 | 3,58 | 1,46 | 754      |
| Santo André               | 40,97 | 33,15 | 13,15 | 4,75 | 3,79 | 6 758    |
| Santo António da Charneca | 39,18 | 30,26 | 18,12 | 4,49 | 3,37 | 4 895    |
| Verderena                 | 42,97 | 30,00 | 14,21 | 4,32 | 4,32 | 7 424    |
| Barreiro                  | 40,60 | 33,96 | 13,37 | 4,18 | 3,89 | 46 133   |

### Grândola
| Partido                 | Partido                        | Votos  | %               | +/-  |
| ----------------------- | ------------------------------ | ------ | --------------- | ---- |
|                         | Partido Socialista             | 3 624  | 42,81 / 100,00  | 2,22 |
|                         | Coligação Democrática Unitária | 2 636  | 31,14 / 100,00  | 0,94 |
|                         | Partido Social Democrata       | 1 377  | 16,27 / 100,00  | 0,60 |
|                         | Partido Popular                | 300    | 3,54 / 100,00   | 0,17 |
|                         | Bloco de Esquerda              | 149    | 1,76 / 100,00   | Novo |
|                         | PCTP/MRPP                      | 149    | 1,76 / 100,00   | 1,31 |
|                         | Outros                         | 95     | 1,12 / 100,00   |      |
| Votos Inválidos         | Votos Inválidos                | 136    | 1,61 / 100,00   | 0,17 |
| Total                   | Total                          | 8 466  | 100,00 / 100,00 |      |
| Eleitorado/Participação | Eleitorado/Participação        | 13 007 | 65,09 / 100,00  | 5,83 |

| Freguesia                                  | %     | %     | %     | %    | %    | %    | Votantes |
| Freguesia                                  | PS    | CDU   | PSD   | PP   | BE   | PCTP | Votantes |
| ------------------------------------------ | ----- | ----- | ----- | ---- | ---- | ---- | -------- |
| Azinheira dos Barros e São Mamede do Sádão | 52,47 | 25,59 | 8,78  | 4,20 | 2,38 | 2,74 | 547      |
| Carvalhal                                  | 49,76 | 29,25 | 10,81 | 3,50 | 1,27 | 2,23 | 629      |
| Grândola                                   | 40,97 | 33,63 | 15,92 | 3,43 | 1,97 | 1,54 | 5 985    |
| Melides                                    | 44,55 | 21,97 | 23,81 | 4,22 | 0,70 | 2,20 | 1 138    |
| Santa Margarida da Serra                   | 38,92 | 29,34 | 22,16 | 1,20 | 1,20 | 1,80 | 167      |
| Grândola                                   | 42,81 | 31,14 | 16,27 | 3,54 | 1,76 | 1,76 | 8 466    |

### Moita
| Partido                 | Partido                        | Votos  | %               | +/-  |
| ----------------------- | ------------------------------ | ------ | --------------- | ---- |
|                         | Partido Socialista             | 12 599 | 38,82 / 100,00  | 1,11 |
|                         | Coligação Democrática Unitária | 11 162 | 34,40 / 100,00  | 1,07 |
|                         | Partido Social Democrata       | 4 543  | 14,00 / 100,00  | 0,88 |
|                         | Partido Popular                | 1 453  | 4,48 / 100,00   | 1,14 |
|                         | Bloco de Esquerda              | 1 165  | 3,59 / 100,00   | Novo |
|                         | PCTP/MRPP                      | 425    | 1,31 / 100,00   | 0,60 |
|                         | Outros                         | 403    | 1,24 / 100,00   |      |
| Votos Inválidos         | Votos Inválidos                | 701    | 2,16 / 100,00   | 0,59 |
| Total                   | Total                          | 32 451 | 100,00 / 100,00 |      |
| Eleitorado/Participação | Eleitorado/Participação        | 56 160 | 57,78 / 100,00  | 7,77 |

| Freguesia         | %     | %     | %     | %    | %    | %    | Votantes |
| Freguesia         | PS    | CDU   | PSD   | PP   | BE   | PCTP | Votantes |
| ----------------- | ----- | ----- | ----- | ---- | ---- | ---- | -------- |
| Alhos Vedros      | 40,40 | 33,25 | 13,12 | 4,13 | 3,84 | 1,68 | 6 252    |
| Baixa da Banheira | 36,72 | 42,99 | 8,98  | 3,66 | 3,66 | 1,19 | 12 143   |
| Gaio-Rosário      | 46,74 | 40,56 | 6,17  | 1,41 | 0,88 | 1,59 | 567      |
| Moita             | 41,36 | 29,59 | 15,55 | 4,78 | 3,74 | 1,38 | 8 047    |
| Sarilhos Pequenos | 40,58 | 50,53 | 2,52  | 0,93 | 1,72 | 0,93 | 754      |
| Vale da Amoreira  | 36,58 | 18,58 | 28,31 | 7,47 | 3,46 | 1,05 | 4 688    |
| Moita             | 38,82 | 34,40 | 14,00 | 4,48 | 3,59 | 1,31 | 32 451   |

### Montijo
| Partido                 | Partido                        | Votos  | %               | +/-  |
| ----------------------- | ------------------------------ | ------ | --------------- | ---- |
|                         | Partido Socialista             | 8 784  | 46,14 / 100,00  | 2,45 |
|                         | Partido Social Democrata       | 4 077  | 21,42 / 100,00  | 1,90 |
|                         | Coligação Democrática Unitária | 3 554  | 18,67 / 100,00  | 0,26 |
|                         | Partido Popular                | 1 285  | 6,75 / 100,00   | 1,54 |
|                         | Bloco de Esquerda              | 478    | 2,51 / 100,00   | Novo |
|                         | PCTP/MRPP                      | 243    | 1,28 / 100,00   | 0,98 |
|                         | Outros                         | 230    | 1,20 / 100,00   |      |
| Votos Inválidos         | Votos Inválidos                | 387    | 2,04 / 100,00   | 0,25 |
| Total                   | Total                          | 19 038 | 100,00 / 100,00 |      |
| Eleitorado/Participação | Eleitorado/Participação        | 34 181 | 55,70 / 100,00  | 5,64 |

| Freguesia                 | %     | %     | %     | %    | %    | %    | Votantes |
| Freguesia                 | PS    | PSD   | CDU   | PP   | BE   | PCTP | Votantes |
| ------------------------- | ----- | ----- | ----- | ---- | ---- | ---- | -------- |
| Afonsoeiro                | 51,85 | 12,16 | 24,65 | 4,54 | 1,68 | 2,35 | 1 785    |
| Alto Estanqueiro - Jardia | 53,87 | 12,85 | 19,91 | 7,32 | 0,94 | 1,11 | 1 175    |
| Atalaia                   | 60,41 | 15,65 | 14,24 | 5,63 | 1,41 | 1,25 | 639      |
| Canha                     | 49,85 | 24,77 | 14,46 | 6,27 | 0,81 | 2,02 | 989      |
| Montijo                   | 44,22 | 23,83 | 16,55 | 7,47 | 3,34 | 1,10 | 11 091   |
| Pegões                    | 46,63 | 28,05 | 13,02 | 6,92 | 0,73 | 1,37 | 1 098    |
| Santo Isidro de Pegões    | 42,73 | 31,52 | 13,94 | 6,36 | 0,91 | 0,91 | 660      |
| Sarilhos Grandes          | 40,54 | 12,80 | 35,92 | 4,56 | 2,25 | 1,06 | 1 601    |
| Montijo                   | 46,14 | 21,42 | 18,67 | 6,75 | 2,51 | 1,28 | 19 038   |

### Palmela
| Partido                 | Partido                        | Votos  | %               | +/-  |
| ----------------------- | ------------------------------ | ------ | --------------- | ---- |
|                         | Partido Socialista             | 10 278 | 45,38 / 100,00  | 1,78 |
|                         | Coligação Democrática Unitária | 5 342  | 23,58 / 100,00  | 2,49 |
|                         | Partido Social Democrata       | 4 106  | 18,13 / 100,00  | 0,44 |
|                         | Partido Popular                | 1 276  | 5,63 / 100,00   | 2,06 |
|                         | Bloco de Esquerda              | 558    | 2,46 / 100,00   | Novo |
|                         | PCTP/MRPP                      | 283    | 1,25 / 100,00   | 0,80 |
|                         | Outros                         | 302    | 1,34 / 100,00   |      |
| Votos Inválidos         | Votos Inválidos                | 506    | 2,24 / 100,00   | 0,47 |
| Total                   | Total                          | 22 651 | 100,00 / 100,00 |      |
| Eleitorado/Participação | Eleitorado/Participação        | 38 742 | 58,47 / 100,00  | 7,32 |

| Freguesia      | %     | %     | %     | %    | %    | %    | Votantes |
| Freguesia      | PS    | CDU   | PSD   | PP   | BE   | PCTP | Votantes |
| -------------- | ----- | ----- | ----- | ---- | ---- | ---- | -------- |
| Marateca       | 48,54 | 23,22 | 16,28 | 5,79 | 0,89 | 1,40 | 1 572    |
| Palmela        | 46,42 | 18,76 | 21,02 | 6,57 | 3,00 | 1,04 | 7 027    |
| Pinhal Novo    | 45,55 | 28,28 | 13,60 | 4,58 | 2,89 | 1,32 | 8 509    |
| Poceirão       | 40,76 | 22,79 | 25,22 | 5,53 | 0,44 | 1,38 | 1 808    |
| Quinta do Anjo | 43,91 | 22,52 | 20,35 | 6,24 | 2,12 | 1,37 | 3 735    |
| Palmela        | 45,38 | 23,58 | 18,13 | 5,63 | 2,46 | 1,25 | 22 651   |

### Santiago do Cacém
| Partido                 | Partido                        | Votos  | %               | +/-  |
| ----------------------- | ------------------------------ | ------ | --------------- | ---- |
|                         | Partido Socialista             | 7 185  | 43,99 / 100,00  | 0,69 |
|                         | Coligação Democrática Unitária | 4 010  | 24,55 / 100,00  | 1,26 |
|                         | Partido Social Democrata       | 3 091  | 18,92 / 100,00  | 0,02 |
|                         | Partido Popular                | 858    | 5,25 / 100,00   | 1,44 |
|                         | Bloco de Esquerda              | 404    | 2,47 / 100,00   | Novo |
|                         | PCTP/MRPP                      | 251    | 1,54 / 100,00   | 1,43 |
|                         | Outros                         | 214    | 1,31 / 100,00   |      |
| Votos Inválidos         | Votos Inválidos                | 321    | 1,96 / 100,00   | 0,15 |
| Total                   | Total                          | 16 334 | 100,00 / 100,00 |      |
| Eleitorado/Participação | Eleitorado/Participação        | 26 973 | 60,56 / 100,00  | 6,83 |

| Freguesia               | %     | %     | %     | %     | %    | %    | Votantes |
| Freguesia               | PS    | CDU   | PSD   | PP    | BE   | PCTP | Votantes |
| ----------------------- | ----- | ----- | ----- | ----- | ---- | ---- | -------- |
| Abela                   | 39,81 | 32,47 | 21,47 | 1,90  | 0,68 | 1,63 | 736      |
| Alvalade                | 35,44 | 39,06 | 16,97 | 4,15  | 0,83 | 1,21 | 1 326    |
| Cercal do Alentejo      | 47,01 | 28,96 | 13,26 | 3,48  | 1,41 | 2,12 | 2 127    |
| Ermidas-Sado            | 47,41 | 28,61 | 17,28 | 2,21  | 1,75 | 0,84 | 1 314    |
| Santa Cruz              | 42,75 | 32,82 | 7,63  | 10,31 | 1,53 | 2,67 | 262      |
| Santiago do Cacém       | 46,56 | 21,04 | 20,47 | 5,07  | 2,13 | 1,53 | 3 849    |
| Santo André             | 43,56 | 15,95 | 23,03 | 7,57  | 4,68 | 1,33 | 4 890    |
| São Bartolomeu da Serra | 34,31 | 37,96 | 12,77 | 8,03  | 1,09 | 1,09 | 274      |
| São Domingos            | 38,22 | 42,93 | 8,38  | 4,01  | 1,40 | 2,44 | 573      |
| São Francisco da Serra  | 40,26 | 22,11 | 24,42 | 6,44  | 0,99 | 1,82 | 606      |
| Vale de Água            | 55,17 | 26,79 | 9,02  | 2,65  | 0,80 | 2,12 | 377      |
| Santiago do Cacém       | 43,99 | 24,55 | 18,92 | 5,25  | 2,47 | 1,54 | 16 334   |

### Seixal
| Partido                 | Partido                        | Votos   | %               | +/-  |
| ----------------------- | ------------------------------ | ------- | --------------- | ---- |
|                         | Partido Socialista             | 28 384  | 43,21 / 100,00  | 2,28 |
|                         | Coligação Democrática Unitária | 15 893  | 24,19 / 100,00  | 1,10 |
|                         | Partido Social Democrata       | 12 434  | 18,93 / 100,00  | 0,14 |
|                         | Partido Popular                | 3 811   | 5,80 / 100,00   | 1,80 |
|                         | Bloco de Esquerda              | 2 319   | 3,53 / 100,00   | Novo |
|                         | Outros                         | 1 376   | 2,10 / 100,00   |      |
| Votos Inválidos         | Votos Inválidos                | 1 479   | 2,25 / 100,00   | 0,51 |
| Total                   | Total                          | 65 696  | 100,00 / 100,00 |      |
| Eleitorado/Participação | Eleitorado/Participação        | 107 352 | 61,20 / 100,00  | 7,51 |

| Freguesia            | %     | %     | %     | %    | %    | Votantes |
| Freguesia            | PS    | CDU   | PSD   | PP   | BE   | Votantes |
| -------------------- | ----- | ----- | ----- | ---- | ---- | -------- |
| Aldeia de Paio Pires | 41,83 | 35,11 | 11,92 | 4,75 | 2,38 | 4 822    |
| Amora                | 43,64 | 23,56 | 18,84 | 5,80 | 3,89 | 22 362   |
| Arrentela            | 41,88 | 29,61 | 16,25 | 5,05 | 2,94 | 11 850   |
| Corroios             | 44,11 | 19,78 | 21,17 | 6,28 | 4,15 | 20 909   |
| Fernão Ferro         | 45,01 | 14,70 | 25,97 | 7,63 | 1,87 | 4 128    |
| Seixal               | 34,71 | 41,78 | 13,60 | 3,51 | 2,58 | 1 625    |
| Seixal               | 43,21 | 24,19 | 18,93 | 5,80 | 3,53 | 65 696   |

### Sesimbra
| Partido                 | Partido                        | Votos  | %               | +/-  |
| ----------------------- | ------------------------------ | ------ | --------------- | ---- |
|                         | Partido Socialista             | 7 703  | 47,14 / 100,00  | 0,23 |
|                         | Partido Social Democrata       | 3 435  | 21,02 / 100,00  | 0,02 |
|                         | Coligação Democrática Unitária | 2 953  | 18,07 / 100,00  | 0,64 |
|                         | Partido Popular                | 996    | 6,09 / 100,00   | 1,98 |
|                         | Bloco de Esquerda              | 469    | 2,87 / 100,00   | Novo |
|                         | PCTP/MRPP                      | 193    | 1,18 / 100,00   | 0,86 |
|                         | Outros                         | 214    | 1,31 / 100,00   |      |
| Votos Inválidos         | Votos Inválidos                | 379    | 2,32 / 100,00   | 0,26 |
| Total                   | Total                          | 16 342 | 100,00 / 100,00 |      |
| Eleitorado/Participação | Eleitorado/Participação        | 27 256 | 59,96 / 100,00  | 8,86 |

| Freguesia           | %     | %     | %     | %    | %    | %    | Votantes |
| Freguesia           | PS    | PSD   | CDU   | PP   | BE   | PCTP | Votantes |
| ------------------- | ----- | ----- | ----- | ---- | ---- | ---- | -------- |
| Quinta do Conde     | 44,64 | 23,29 | 18,79 | 6,65 | 1,95 | 1,09 | 5 688    |
| Sesimbra (Castelo)  | 48,23 | 20,72 | 16,72 | 5,85 | 3,31 | 1,32 | 6 766    |
| Sesimbra (Santiago) | 48,89 | 18,21 | 19,37 | 5,71 | 3,45 | 1,08 | 3 888    |
| Sesimbra            | 47,14 | 21,02 | 18,07 | 6,09 | 2,87 | 1,18 | 16 342   |

### Setúbal
| Partido                 | Partido                        | Votos  | %               | +/-  |
| ----------------------- | ------------------------------ | ------ | --------------- | ---- |
|                         | Partido Socialista             | 25 393 | 46,25 / 100,00  | 1,63 |
|                         | Partido Social Democrata       | 10 841 | 19,74 / 100,00  | 0,57 |
|                         | Coligação Democrática Unitária | 10 601 | 19,31 / 100,00  | 1,97 |
|                         | Partido Popular                | 3 737  | 6,81 / 100,00   | 2,30 |
|                         | Bloco de Esquerda              | 2 147  | 3,91 / 100,00   | Novo |
|                         | Outros                         | 1 194  | 2,18 / 100,00   |      |
| Votos Inválidos         | Votos Inválidos                | 995    | 1,81 / 100,00   | 0,25 |
| Total                   | Total                          | 54 908 | 100,00 / 100,00 |      |
| Eleitorado/Participação | Eleitorado/Participação        | 91 295 | 60,14 / 100,00  | 7,88 |

| Freguesia                            | %     | %     | %     | %    | %    | Votantes |
| Freguesia                            | PS    | PSD   | CDU   | PP   | BE   | Votantes |
| ------------------------------------ | ----- | ----- | ----- | ---- | ---- | -------- |
| Gâmbia - Pontes - Alto da Guerra     | 45,93 | 12,93 | 31,37 | 3,59 | 1,53 | 2 088    |
| Sado                                 | 44,25 | 7,24  | 39,78 | 3,10 | 1,53 | 2 999    |
| São Lourenço                         | 45,12 | 20,77 | 18,09 | 8,58 | 3,30 | 3 544    |
| São Simão                            | 45,16 | 18,29 | 22,20 | 6,57 | 3,72 | 2 099    |
| Setúbal - Nossa Senhora da Anunciada | 48,91 | 19,25 | 16,66 | 7,62 | 3,42 | 9 077    |
| Setúbal - Santa Maria da Graça       | 41,53 | 26,68 | 13,98 | 8,28 | 5,34 | 3 369    |
| Setúbal - São Julião                 | 39,04 | 30,48 | 12,27 | 8,54 | 6,27 | 9 191    |
| Setúbal - São Sebastião              | 49,39 | 16,80 | 20,12 | 6,08 | 3,58 | 22 541   |
| Setúbal                              | 46,25 | 19,74 | 19,31 | 6,81 | 3,91 | 54 908   |

### Sines
| Partido                 | Partido                        | Votos  | %               | +/-  |
| ----------------------- | ------------------------------ | ------ | --------------- | ---- |
|                         | Partido Socialista             | 2 794  | 46,41 / 100,00  | 0,49 |
|                         | Coligação Democrática Unitária | 1 500  | 24,92 / 100,00  | 0,46 |
|                         | Partido Social Democrata       | 965    | 16,03 / 100,00  | 0,94 |
|                         | Partido Popular                | 290    | 4,82 / 100,00   | 1,52 |
|                         | Bloco de Esquerda              | 191    | 3,17 / 100,00   | Novo |
|                         | PCTP/MRPP                      | 92     | 1,53 / 100,00   | 1,39 |
|                         | Outros                         | 66     | 1,09 / 100,00   |      |
| Votos Inválidos         | Votos Inválidos                | 122    | 2,03 / 100,00   | 0,07 |
| Total                   | Total                          | 6 020  | 100,00 / 100,00 |      |
| Eleitorado/Participação | Eleitorado/Participação        | 10 781 | 55,84 / 100,00  | 8,96 |

| Freguesia  | %     | %     | %     | %    | %    | %    | Votantes |
| Freguesia  | PS    | CDU   | PSD   | PP   | BE   | PCTP | Votantes |
| ---------- | ----- | ----- | ----- | ---- | ---- | ---- | -------- |
| Porto Covo | 45,05 | 26,96 | 17,41 | 3,75 | 1,88 | 1,71 | 586      |
| Sines      | 46,56 | 24,70 | 15,88 | 4,93 | 3,31 | 1,51 | 5 434    |
| Sines      | 46,41 | 24,92 | 16,03 | 4,82 | 3,17 | 1,53 | 6 020    |